# مقدمه‌ای بر شناخت ایل‌ها، چادرنشین‌ها و طوایف عشایری ایران
مقدمه‌ای بر شناخت ایل‌ها، چادرنشین‌ها و طوایف عشایری ایران کتابی از ایرج افشار سیستانی است که در سال ۱۳۶۶ منتشر و در مراسم کتاب سال جمهوری اسلامی ایران به‌عنوان کتاب برگزیده معرفی شد.